# Zoria Ługańsk
Zoria Ługańsk (ukr. Футбольний клуб «Зоря» Луганськ) – ukraiński klub piłkarski mający siedzibę w mieście Ługańsk, występujący od sezonu 2006/07 w rozgrywkach ukraińskiej Premier Lihi. Założony w 1923 jako Metalist Ługańsk.

## Historia
Chronologia nazw:

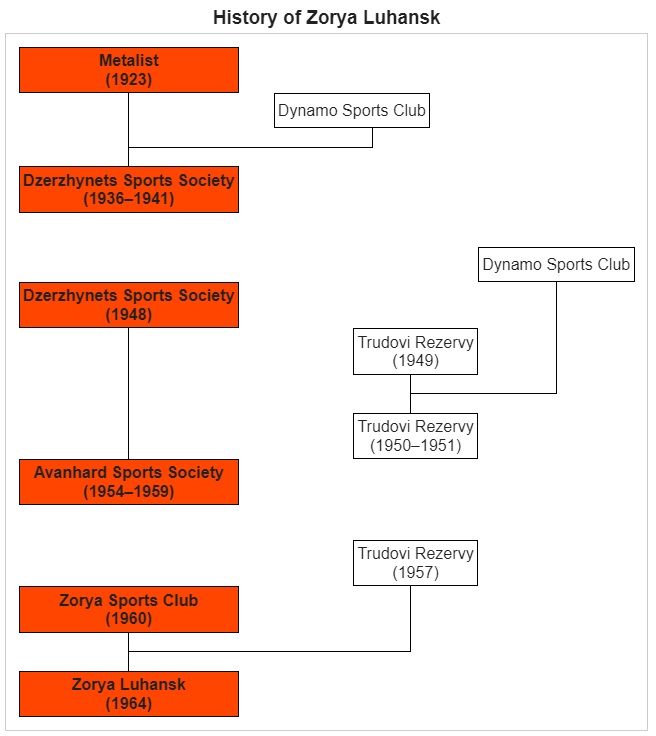
Historia Zorii Ługańsk.

- 1923: Metalist Ługańsk (ukr. «Металіст» Луганськ)
- 1935: Metalist Woroszyłowgrad (ukr. «Металіст» Ворошиловград)
- 1936: Dzerżyneć Woroszyłowgrad (ukr. «Дзержинець» Ворошиловград) - po fuzji Metalista i Dynama
- 1941: klub zaprzestał działalności z powodu II wojny światowej
- 1948: Trudowi Rezerwy Woroszyłowgrad (ukr. «Трудові резерви» Ворошиловград)
- 1952: Dzerżyneć Woroszyłowgrad (ukr. «Дзержинець» Ворошиловград)
- 1953: Awanhard Woroszyłowgrad (ukr. «Авангард» Ворошиловград)
- 1957: Trudowi Rezerwy Woroszyłowgrad (ukr. «Трудові резерви» Ворошиловград)
- 1958: Trudowi Rezerwy Ługańsk (ukr. «Трудові резерви» Луганськ)
- 10.04.1964: Zoria Ługańsk (ukr. «Зоря» Луганськ) - po fuzji Trudowi Rezerwy i SK Zoria
- 05.01.1970: Zoria Woroszyłowgrad (ukr. «Зоря» Ворошиловград)
- 1990: Zoria Ługańsk (ukr. «Зоря» Луганськ)
- 1992: Zoria-MAŁS Ługańsk (ukr. «Зоря-МАЛС» Луганськ)
- 07.1996: Zoria Ługańsk (ukr. «Зоря» Луганськ)

Zespół piłkarski Metalist Ługańsk został założony w 1923 roku przy Ługańskim Zakładzie Budowy Lokomotyw im. Rewolucji Październikowej. Zespół rozgrywał swoje mecze domowe na stadionie im. Lenina, otwartym w 1922 roku. W 1935 miasto otrzymało nową nazwę Woroszyłowgrad (imieniem radzieckiego dowódcy wojskowego Klimienta Woroszyłowa) i nosiło tę nazwę do 1958, a potem w latach 1970–1990.
W 1936 roku przy Ługańskim Zakładzie Budowy Lokomotyw im. Rewolucji Październikowej zostało założone nowe towarzystwo sportowe o nazwie Dzerżyneć, utworzone przez połączenie Metalista i Dynama. W 1936 klub startował w Mistrzostwach Ukraińskiej SRR. W 1937 startował w rozgrywkach Pucharu ZSRR, a w 1939 debiutował w Mistrzostwach ZSRR, w Grupie B. W następnym sezonie liczbę drużyn zredukowano do 14 i klub był zmuszony rywalizować znów w Mistrzostwach Ukraińskiej SRR. Po ataku Niemiec na ZSRR w 1941 klub zaprzestał działalności.
W 1944 w mieście został reaktywowany klub piłkarski o nazwie Dynamo Woroszyłowgrad. W 1948 roku z inicjatywy obwodowego komitetu Partii Komunistycznej utworzono nowy klub Trudowi Rezerwy, do którego zaproszono najlepszych graczy z obwodu woroszyłowgradzkiego. W 1949 zespół po raz drugi startował w Grupie II mistrzostw ZSRR, gdzie zajął 15.pozycję. W następnym 1950 roku do klubu dołączyło wielu dobrych piłkarzy z Dynama Woroszyłowgrad, co pozwoliło zdobyć wicemistrzostwo Ukraińskiej SRR. Po zakończeniu sezonu 1951 klub został rozwiązany, a jego miejsce od 1952 zastąpił nowy klub o przedwojennej nazwie Dzerżyneć (funkcjonował jako klub zakładowy od 1948). W końcu 1953 roku klub został przejęty przez towarzystwo sportowe, w związku z czym od nowego roku występował z nazwą towarzystwa Awanhard. Do 1957 zespół zajmował miejsca środkowe w klasyfikacji mistrzostw Ukraińskiej SRR.
W 1957 klub Trudowi Rezerwy został reaktywowany przez młodych piłkarzy FSzM Leningradzkiego Instytutu kultury fizycznej i sportu. W 1957 zespół po raz trzeci otrzymał prawo występować w Klasie B mistrzostw ZSRR. W 1962 najpierw zajął pierwsze miejsce w grupie 3 Klasy B, a potem zwyciężył w turnieju finałowym i awansował do Grupy II Klasy A.
W 1964 klub zmienił nazwę na Zoria, po fuzji klubu Trudowi Rezerwy z klubem zakładowym SK Zoria (utworzonym w 1960 przy Ługańskim Zakładzie Budowy Lokomotyw). W 1966 po kolejnej reorganizacji systemu lig zespół wygrał najpierw jedną z trzech podgrup, a potem w finale znów był pierwszym i awansował do Grupy I Klasy A.
W 1972 Zoria zdobyła mistrzostwo Związku Radzieckiego, a w 1974 i 1975 doszła do finału krajowego pucharu. W 1979 zespół zajął przedostatnie 17.miejsce w Wyższej Lidze i spadł do Pierwszej Ligi.
Po rozpadzie ZSRR Zoria była jedną z dwudziestu drużyn, które rozpoczęły rozgrywki ukraińskiej Wyższej Ligi. W latach 1992–1995 klub występował pn. Zoria-MAŁS (z nazwą sponsora). Klub grał w niej do 1996, kiedy spadł do Pierwszej Ligi. W następnym sezonie klub spadł do Drugiej Ligi, ale powrócił do wyższej klasy rozgrywkowej w sezonie 2003/04. W 2006 klub ponownie znalazł się w Wyższej Lidze.

## Barwy klubowe, strój, herb, hymn
|  |  |

Klub ma barwy biało-czarne. Piłkarze domowe spotkania zazwyczaj grają w czarnych koszulkach, czarnych spodenkach oraz czarnych getrach.
Herb klubu przedstawia połączenie klubowych barw w postaci czarno-białej piłki od której wychodzą wokół czerwone promienie zorzy, oba elementy wpisane są w okrąg, a u góry okręgu podany rok założenia (1923). Ponad okręgem znajduje się nazwa zespołu – „Zoria” (białymi literami na czerwonym tle), a poniżej – nazwa  miasta „Ługańsk” (białymi literami na czarnym tle). Całość otoczona jest białą elipsą z czerwonym konturem.
Od 2010 roku klub ma własną oficjalną maskotkę, czarno-białego kota.
Hymn klubu jest napisany w języku rosyjskim. Autorem słów jest słynny poeta ługański Wołodymyr Spektor, autorem muzyki jest kompozytor Rodion Derij.

## Sukcesy

### Trofea międzynarodowe
| \| \| Zdobyte trofea w rozgrywkach międzynarodowych (stan na: 31-05-2023) \| |                                                                     |      |          |
| Rozgrywki                                                                    | Osiągnięcie                                                         | Razy | Sezon(y) |
| · Liga Mistrzów · (Puchar Europy)                                            | zdobywca                                                            | 0    |          |
| · Liga Mistrzów · (Puchar Europy)                                            | finalista                                                           | 0    |          |
| · Liga Mistrzów · (Puchar Europy)                                            | 1/8 finału                                                          | 1    | 1973/74  |
| FIFA                                                                         | Zdobyte trofea w rozgrywkach międzynarodowych (stan na: 31-05-2023) |      |          |

### Trofea krajowe
Ukraina
| \| \| Zdobyte trofea w rozgrywkach Ukrainy (stan na: 31-05-2023) \| |                                                            |      |                                    |
| Rozgrywki                                                           | Osiągnięcie                                                | Razy | Sezon(y)                           |
| · Mistrzostwo                                                       | I miejsce                                                  | 0    |                                    |
| · Mistrzostwo                                                       | II miejsce                                                 | 0    |                                    |
| · Mistrzostwo                                                       | III miejsce                                                | 4    | 2016/17, 2019/20, 2020/21, 2022/23 |
| Puchar                                                              | zdobywca                                                   | 0    |                                    |
| Puchar                                                              | finalista                                                  | 2    | 2015/16, 2020/21                   |
| II liga                                                             | I miejsce                                                  | 1    | 2005/06                            |
| II liga                                                             | II miejsce                                                 | 0    |                                    |
| II liga                                                             | III miejsce                                                | 1    | 2004/05                            |
| Ukraina                                                             | Zdobyte trofea w rozgrywkach Ukrainy (stan na: 31-05-2023) |      |                                    |

- Druha liha (D3):
  - mistrz (1x): 2002/03
  - wicemistrz (1x): 1998/99
  - 3.miejsce (1x): 1999/00

ZSRR
| \| \| Zdobyte trofea w rozgrywkach Związku Radzieckiego (stan na: 1-01-1992) \| |                                                                        |      |                                   |
| Rozgrywki                                                                       | Osiągnięcie                                                            | Razy | Sezon(y)                          |
| Mistrzostwo                                                                     | I miejsce                                                              | 1    | 1972                              |
| Mistrzostwo                                                                     | II miejsce                                                             | 0    |                                   |
| Mistrzostwo                                                                     | III miejsce                                                            | 0    |                                   |
| Puchar                                                                          | zdobywca                                                               | 0    |                                   |
| Puchar                                                                          | finalista                                                              | 2    | 1974, 1975                        |
| II liga                                                                         | I miejsce                                                              | 2    | 1962 (finał), 1966 (finał)        |
| II liga                                                                         | II miejsce                                                             | 2    | 1961 (2 grupa), 1965 (2 podgrupa) |
| II liga                                                                         | III miejsce                                                            | 1    | 1960 (2 grupa)                    |
|                                                                                 | Zdobyte trofea w rozgrywkach Związku Radzieckiego (stan na: 1-01-1992) |      |                                   |

- Wtoraja liga (D3):
  - mistrz (1x): 1986 (finał W)
  - wicemistrz (1x): 1991 (gr. Zapad)

### Inne trofea
- Mistrzostwo Ukraińskiej SRR:
  - mistrz (3x): 1938, 1962, 1986

## Poszczególne sezony

### Rozgrywki międzynarodowe

#### Europejskie puchary
Legenda do wszystkich tabel:
- Q – runda eliminacyjna, 1/16, 1/8, 1/4, 1/2 – odpowiednia faza rozgrywek, Grupa – runda grupowa, 1r gr – pierwsza runda grupowa, 2r gr – druga runda grupowa, F – finał, R – runda, PO – play-off
- k. – rzuty karne, los. – losowanie, Dogr. – dogrywka, w. – zasada bramek strzelonych na wyjeździe

| Sezon   | Rozgrywki               | Runda   | Klub                     | Dom | Wyjazd | Ogólnie    |
| ------- | ----------------------- | ------- | ------------------------ | --- | ------ | ---------- |
| 1973/74 | Liga Mistrzów           | 1R      | APOEL FC                 | 2–0 | 1–0    | 3–0        |
| 1973/74 | Liga Mistrzów           | 2R      | Spartak Trnawa           | 0–1 | 0–0    | 0–1        |
| 2014/15 | Liga Europy             | 2Q      | Laçi                     | 2–1 | 3–0    | 5–1        |
| 2014/15 | Liga Europy             | 3Q      | Molde                    | 1–1 | 2–1    | 3–2        |
| 2014/15 | Liga Europy             | PO      | Feyenoord                | 1–1 | 3–4    | 4–5        |
| 2015/16 | Liga Europy             | 3Q      | Royal Charleroi          | 3–0 | 2–0    | 5–0        |
| 2015/16 | Liga Europy             | PO      | Legia Warszawa           | 0–1 | 2–3    | 2–4        |
| 2016/17 | Liga Europy             | Grupa A | Manchester United        | 0–2 | 0–1    | 4. miejsce |
| 2016/17 | Liga Europy             | Grupa A | Fenerbahçe SK            | 1–1 | 0–2    | 4. miejsce |
| 2016/17 | Liga Europy             | Grupa A | Feyenoord                | 1–1 | 0–1    | 4. miejsce |
| 2017/18 | Liga Europy             | Grupa J | Östersund                | 0–2 | 0–2    | 3. miejsce |
| 2017/18 | Liga Europy             | Grupa J | Athletic Bilbao          | 0–2 | 1–0    | 3. miejsce |
| 2017/18 | Liga Europy             | Grupa J | Hertha BSC               | 2–1 | 0–2    | 3. miejsce |
| 2018/19 | Liga Europy             | 3Q      | SC Braga                 | 1–1 | 2–2    | 3–3, w.    |
| 2018/19 | Liga Europy             | PO      | RB Leipzig               | 0–0 | 2–3    | 2–3        |
| 2019/20 | Liga Europy             | 2Q      | Budućnost Podgorica      | 1–0 | 3–1    | 4–1        |
| 2019/20 | Liga Europy             | 3Q      | CSKA Sofia               | 1–0 | 1–1    | 2–1        |
| 2019/20 | Liga Europy             | PO      | Espanyol                 | 2–2 | 1–3    | 3–5        |
| 2020/21 | Liga Europy             | Grupa G | SC Braga                 | 1–2 | 0–2    | 3. miejsce |
| 2020/21 | Liga Europy             | Grupa G | Leicester City           | 1–0 | 0–3    | 3. miejsce |
| 2020/21 | Liga Europy             | Grupa G | AEK Ateny                | 1–4 | 3–0    | 3. miejsce |
| 2021/22 | Liga Europy             | PO      | Rapid Wiedeń             | 2–3 | 0–3    | 2–6        |
| 2021/22 | Liga Konferencji Europy | Grupa C | FK Bodø/Glimt            | 1–1 | 1–3    | 3. miejsce |
| 2021/22 | Liga Konferencji Europy | Grupa C | AS Roma                  | 0–3 | 0–4    | 3. miejsce |
| 2021/22 | Liga Konferencji Europy | Grupa C | CSKA Sofia               | 2–0 | 1–0    | 3. miejsce |
| 2022/23 | Liga Konferencji Europy | 3Q      | CS Universitatea Craiova | 1–0 | 0–3    | 1–3        |
| 2023/24 | Liga Europy             | PO      | Slavia Praga             | 2–1 | 0–2    | 2–3        |
| 2023/24 | Liga Konferencji Europy | Grupa B | KAA Gent                 | 1–1 | 1–4    | 3. miejsce |
| 2023/24 | Liga Konferencji Europy | Grupa B | Maccabi Tel Awiw         | 1–3 | 2–3    | 3. miejsce |
| 2023/24 | Liga Konferencji Europy | Grupa B | Breiðablik UBK           | 4–0 | 1–0    | 3. miejsce |

### Rozgrywki krajowe
ZSRR
| \| \| Bilans występów klubu w rozgrywkach piłkarskich Związku Radzieckiego (Stan na 31 grudnia 1991 r.) \| | |        |       |   |   |   |    |    |     |                                             |        |        |      |
| Poziom | Rozgrywki                                                                                                | Sezony | Mecze | Z | R | P | B+ | B– | Pkt | Lata                                        | Awanse | Spadki | Naj. |
| I | Gruppa A / Pierwaja gruppa / Klass A / Wysszaja gruppa A / Wysszaja liga                                 | 14     |       |   |   |   |    |    |     | 1967–1979                                   | 0      | 1      | 1    |
| II | Gruppa B / Wtoraja gruppa / Klass B / Klass A, wtoraja gruppa / Klass A, pierwaja gruppa / Pierwaja liga | 19     |       |   |   |   |    |    |     | 1939, 1949, 1957–1966, 1980–1984, 1987–1988 | 1      | 4      | 1    |
| III | Gruppa W / Trietja gruppa / Klass B / Klass A, wtoraja gruppa / Wtoraja liga                             | 5      |       |   |   |   |    |    |     | 1985–1986, 1989–1991                        | 2      | 0      | 1    |
| IV | Gruppa G / Klass B / Wtoraja nizszaja liga                                                               | 0      |       |   |   |   |    |    |     |                                             | 0      | 0      |      |
| | Puchar ZSRR                                                                                              | 17     |       |   |   |   |    |    |     | 1936–1990                                   | 0      | 0      | 1/16 |
| | Bilans występów klubu w rozgrywkach piłkarskich Związku Radzieckiego (Stan na 31 grudnia 1991 r.)        |        |       |   |   |   |    |    |     |                                             |        |        |      |

Ukraina
| \| Ukraina \| Bilans występów klubu w rozgrywkach piłkarskich Ukrainy (Stan na 31 maja 2023 r.) \| \| |                                                                                   |        |       |   |   |   |    |    |     |                      |        |        |      |
| Poziom                                                                                                | Rozgrywki                                                                         | Sezony | Mecze | Z | R | P | B+ | B– | Pkt | Lata                 | Awanse | Spadki | Naj. |
| I | Wyszcza Liha / Premier-liha                                                       | 22     |       |   |   |   |    |    |     | 1992–1996, od 2006   | 0      | 1      | 3    |
| II | Persza liha                                                                       | 5      |       |   |   |   |    |    |     | 1996–1998, 2003–2006 | 1      | 1      | 1    |
| III                                                                                                   | Druha liha                                                                        | 5      |       |   |   |   |    |    |     | 1998–2003            | 1      | 0      | 1    |
| IV | Perehidna liha / Tretia liha / Amatorska liha                                     | 0      |       |   |   |   |    |    |     |                      | 0      | 0      |      |
| | Puchar Ukrainy                                                                    | 28     |       |   |   |   |    |    |     | od 1992              | 0      | 0      | 2    |
| | Superpuchar Ukrainy                                                               | 0      |       |   |   |   |    |    |     |                      | 0      | 0      |      |
| Ukraina                                                                                               | Bilans występów klubu w rozgrywkach piłkarskich Ukrainy (Stan na 31 maja 2023 r.) |        |       |   |   |   |    |    |     |                      |        |        |      |

## Piłkarze, trenerzy, prezydenci i właściciele klubu

### Piłkarze

#### Aktualny skład zespołu
Stan na 1.09.2023
| Nr | Poz. | Piłkarz                                 |
| -- | ---- | --------------------------------------- |
| 1  | BR   | Ołeksandr Saputin                       |
| 2  | OB   | Bohdan Butko                            |
| 3  | OB   | Anton Bol (wyp. z Dynama Kijów)         |
| 4  | PO   | Kodjo Aziangbe (wyp. z Al-Nasr Dubaj)   |
| 5  | PO   | Ołeksandr Jacyk (wyp. z Dynama Kijów)   |
| 6  | PO   | Illa Hulko                              |
| 7  | PO   | Denys Antiuch                           |
| 8  | PO   | Ołeksij Chachlow                        |
| 9  | PO   | Dmytro Myszniow                         |
| 10 | NA   | Denys Nahnojny                          |
| 11 | NA   | Danyił Alefirenko                       |
| 15 | PO   | Kyryło Dryszluk                         |
| 16 | PO   | Wikentij Wołoszyn (wyp. z Dynama Kijów) |
| 17 | NA   | Ihor Horbacz (wyp. z Dynama Kijów)      |
| 18 | PO   | Jurij Tłumak                            |
| 19 | NA   | Władysław Buhaj                         |

| Nr | Poz. | Piłkarz                      |
| -- | ---- | ---------------------------- |
| 20 | PO   | Wiaczesław Czurko (kapitan)  |
| 22 | PO   | Petar Mićin                  |
| 24 | PO   | Iwan Hołowkin                |
| 29 | OB   | Bohdan Tokar                 |
| 30 | BR   | Mykyta Turbajewski           |
| 36 | BR   | Anton Żyłkin                 |
| 38 | PO   | Maksym Smijan                |
| 39 | NA   | Eduardo Guerrero             |
| 44 | OB   | Arsenij Batahow              |
| 47 | OB   | Roman Wantuch                |
| 53 | BR   | Dmytro Macapura              |
| 55 | OB   | Jordan (wyp. z Vila Nova FC) |
| 70 | OB   | Ihor Kyriuchancew            |
| 74 | OB   | Ihor Snurnicyn               |
| 77 | OB   | Ołeh Danczenko               |
| 78 | NA   | Wendell (wyp. z Goiás EC)    |

#### Piłkarze z kontraktem
| Nr | Poz. | Piłkarz         |
| -- | ---- | --------------- |
|    | NA   | Guilherme Smith |

#### Piłkarze na wypożyczeniu
| Nr | Poz. | Piłkarz                                    |
| -- | ---- | ------------------------------------------ |
|    | NA   | Shahab Zahedi (w Persepolis do 30.06.2024) |

### Trenerzy
- 01.1936–12.1939:  Iwan Kład'ko

...
- 01.1949–12.1949:  Nikołaj Bastian
- 01.1950–09.1951:  Ołeksandr Szewcow
- 10.1951–12.1951:  Siergiej Kolesnikow (p.o.)

...
- 01.1957–09.1957:  Aleksandr Abramow
- 09.1957–12.1959:  Aleksiej Wodiagin
- 01.1960–07.1960:  Michaił Antoniewicz
- 08.1960–12.1961:  Hryhorij Bałaba
- 01.1962–05.1964:  Gierman Zonin
- 05.1964–12.1964:  Ołeksandr Ałpatow
- 01.1965–12.1965:  Konstantin Bieskow
- 01.1966–12.1967:  Jewgienij Gorianski
- 01.1968–06.1968:  Petro Stupakow
- 07.1968–09.1969:  Wiktor Huriejew
- 09.1969–12.1972:  Gierman Zonin
- 01.1973–06.1974:  Wsiewołod Blinkow
- 06.1974–12.1974:  Jewhen Piestow
- 01.1975–12.1975:  Jurij Zacharow
- 01.1976–12.1976:  Jewhen Piestow
- 01.1977–12.1977:  Jożef Sabo
- 01.1978–12.1979:  Jurij Zacharow
- 01.1980–12.1981:  Wadym Dobyża
- 01.1982–09.1983:  Jurij Raszczupkin
- 24.09.1983–12.1983:  Władysław Hłuchariow (p.o.)
- 01.1984–09.1984:  Ołeh Bazyłewycz
- 20.09.1984–12.1984:  Władysław Hłuchariow (p.o.)
- 01.1985–12.1985:  Ołeksandr Żurawlow
- 12.1985–07.1988:  Wadym Dobyża
- 08.1988–12.1989:  Anatolij Bajdaczny
- 01.1990–08.1990:  Wiktor Nosow
- 08.1990–06.1993: / Anatolij Kuksow
- 06.1993–03.1994:  Anatolij Szakun
- 03.1994–12.1994:  Wołodymyr Kobzariew
- 01.1995–03.1995:  Jurij Sewastjanow
- 03.1995–04.1995:  Anatolij Korszykow
- 04.1995–10.1995:  Ołeksandr Żurawlow
- 10.1995–11.1995:  Anatolij Korszykow
- 01.1996–06.1996:  Wiktor Aristow
- 08.1996–11.1996:  Anatolij Kuksow
- 03.1997–11.1997:  Ołeksandr Szakun
- 03.1998–07.1998:  Wadym Dobyża
- 08.1998:  Ołeksandr Szakun (p.o.)
- 08.1998–04.2000:  Wadym Dobyża
- 04.2000–11.2000:  Jurij Jelisiejew
- 03.2001–11.2001:  Serhij Pohodin
- 03.2002–06.2002:  Jurij Jelisiejew
- 07.2002–07.2003:  Wołodymyr Kobzariew
- 08.2003–09.2003:  Ołeksij Czystiakow
- 09.2003:  Jurij Sewastjanow (p.o.)
- 09.2003–06.2004:  Ołeksandr Dowbij
- 07.2004–08.08.2006:  Jurij Kowal
- 08.08.2006–26.08.2006:  Jurij Małyhin (p.o.)
- 26.08.2006–01.11.2006:  Wołodymyr Bezsonow
- 11.2006–14.01.2007:  Jurij Małyhin (p.o.)
- 14.01.2007–24.03.2008:  Ołeksandr Kosewycz
- 24.03.2008–18.05.2009:  Anatolij Wołobujew
- 19.05.2009–23.09.2009:  Jurij Dudnyk (p.o.)
- 23.09.2009–29.12.2009:  Jurij Kowal
- 29.12.2009–27.11.2011:  Anatolij Czancew
- 27.11.2011–03.05.2012:  Jurij Wernydub (p.o.)
- 03.05.2012–31.05.2019:  Jurij Wernydub
- 03.06.2019–28.06.2022:  Wiktor Skrypnyk
- 28.06.2022–03.07.2023:  Patrick van Leeuwen
- 04.07.2023–27.08.2023:  Nenad Lalatović
- 27.08.2023–09.09.2023:  Mladen Bartulović (p.o.)
- 09.09.2023–11.11.2023:  Wałerij Krywencow
- 11.11.2023–...:  Jurij Kowal (p.o.)

## Struktura klubu

### Stadion
Od 1951 roku klub rozgrywa swoje mecze domowe na stadionie Awanhard, który po ostatniej rekonstrukcji z 2003 roku może pomieścić 22 288 widzów i ma wymiary 104 × 72 metrów. Od sezonu 2014/15, w związku z brakiem możliwości przeprowadzenia meczów u siebie w Ługańsku w związku z wojną na wschodzie Ukrainy, stadionem domowym w rozgrywkach Mistrzostw i Pucharu Ukrainy stał się Sławutycz Arena w Zaporożu, który może pomieścić 11 tys. widzów.

## Kibice i rywalizacja z innymi klubami

### Derby
- Stal Ałczewsk
- Szachtar Donieck
- Metałurh Donieck
- Worskła Połtawa
- Arsenał Kijów